# 新观察
《新观察》（New Observer）是中华人民共和国的一份面向知识界的综合性期刊。

## 沿革
1950年7月1日，《新观察》在北京创刊。该刊的前身是储安平主编的《观察》杂志。最初《新观察》由人民出版社出版，后改由人民日报社出版。1954年，该刊成为中国作家协会的机关刊物。1959年，该刊一度改为散文刊物，刊登作品有陶铸的《松树的风格》、杨朔的《黄河之水天上来》、刘白羽的《日出》、吴晗的《海瑞的故事》、冯雪峰的《回忆鲁迅》、冯至的《爱国诗人杜甫传》、谢觉哉《第一次会见毛泽东同志》等文章。1960年，《新观察》停刊。
改革开放后，1980年7月10日《新观察》复刊，并恢复为综合性刊物，仍为中國作家協會主辦。该刊为半月刊，16开本，36页，面向中华人民共和国国内外发行。1980年代，该刊同《世界经济导报》成为中共党内人士主持的重要的改革派新闻杂志。1988年，该刊每期发行量约20万份。1989年六四事件后，该刊于1989年7月出版该年第10期后停刊。

## 历任主编
- 戈扬（1950年－1958年）
- 马铁丁（即陈笑雨）（1959年－1960年）
- 戈扬（1980年－1989年）